# Iron Hans
Iron Hans (titulado Hans de Hierro en la emisión para Hispanoamérica e Iniciación, para España) es el décimo noveno episodio de la cuarta temporada de la serie de televisión estadounidense de drama sobrenatural y policial Grimm. El guion principal del episodio fue escrito por Jim Kouf y David Greenwalt, mientras que la dirección general estuvo a cargo de Batán Silva. 
El episodio se transmitió originalmente el 24 de abril del año 2015 por la cadena de televisión NBC. En Hispanoamérica el episodio se estrenó el 11 de mayo por el canal Universal Channel.
El Rancho Iron Hans organiza campamentos para que los adolescentes wesen se reencuentren con sus instintos como cazadores, cuando en sus cercanías se producen asesinatos de personas aparentemente cazadas por un wesen. Nick, Hank y Monroe investigan el caso, que tiene contactos con los movimientos de hombres en la vida real. Juliette está fuera de control y toma decisiones irreversibles, que dañan a Nick.

## Título y epígrafe
El título, Iron Hans, juega tanto con el título en inglés del cuento nº 136 recopilado por los Hermanos Grimm (Iron Hans o Iron John), como con el libro antifeminista Iron John: A Book About Men (Iron John: un libro sobre hombres), escrito por Robert Bly en 1990, que inspiró la formación del movimiento mitopoético de hombres, proponiendo un camino de reencuentro con la "auténtica naturaleza masculina". En la serie, "Iron Hans Ranch" es el nombre del rancho que organiza campamentos de cacería, para wesens carnívoros que históricamente han sido cazadores. Durante el capítulo, Monroe alude directamente al sentido del título, relacionando los campamentos de cacería con los movimientos de hombres:

It's like a Wesen Men's Movement deal, you know? Like that poet, Robert Bly. Except getting in touch with your wild side has a whole different meaning for Wesen.
Es como si fuera un Movimiento de Hombres Wesen, ¿entiendes? Como ese poeta, Robert Bly. Solo que "ponerse en contacto con tu lado salvaje", tiene un significado completamente diferente para un wesen.

El epígrafe es una cita de El llamado de la selva (The call of the wild), célebre novela de Jack London publicada en 1903:

Original en inglés
He had killed man, the noblest game of all, and he had killed in the face of the law of club and fang.
Versiones en español
Hispanoamérica"Él había matado a un hombre, el juego más noble de todos, y él ha matado en el rostro de la ley y los colmillos".
EspañaHabía matado hombres, la presa de mayor rango. Lo había hecho con la ley del garrote y el colmillo.

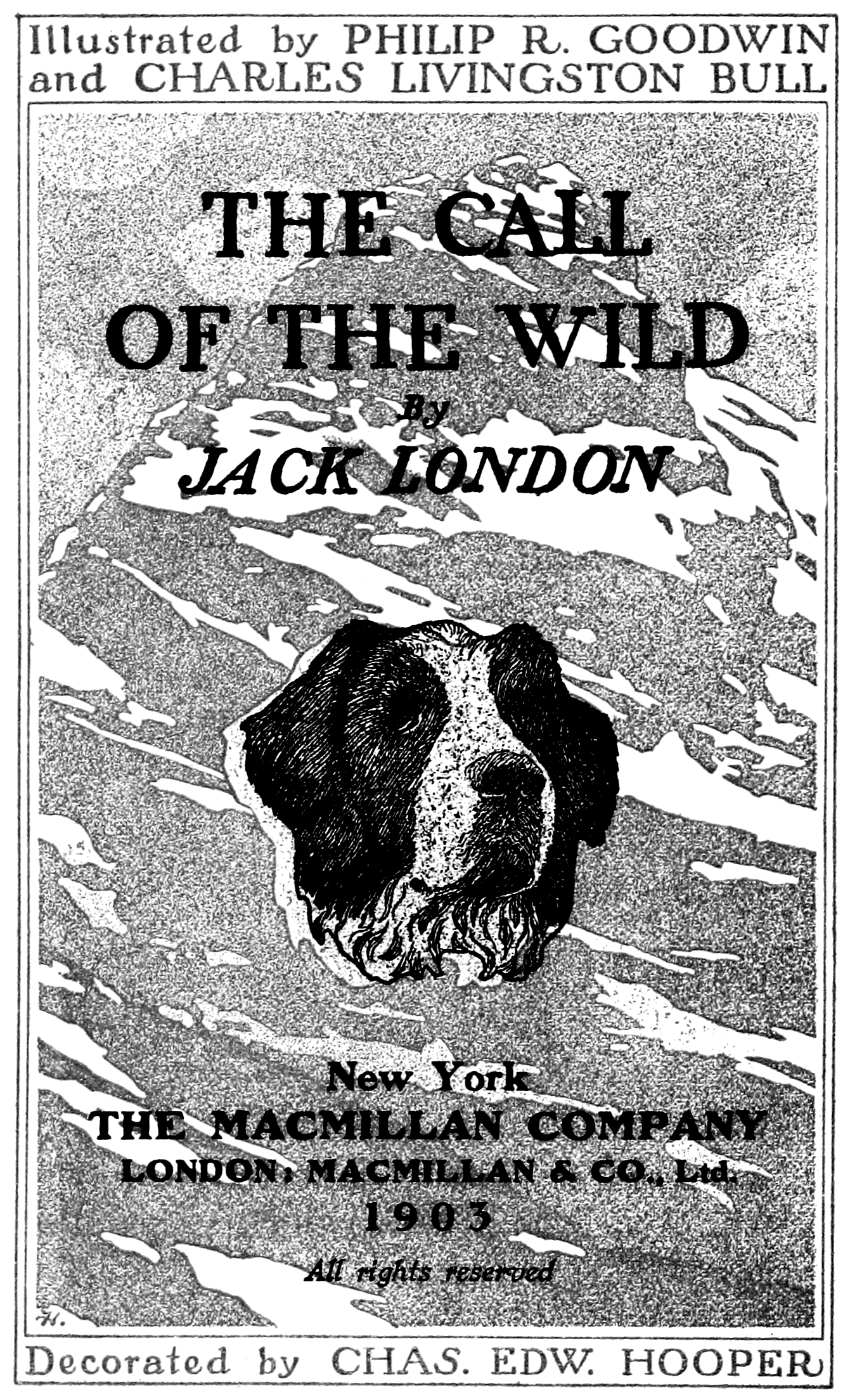
El epígrafe está tomado de la célebre novela de Jack London, El llamado de la selva (1903).

La frase está escrita en el capítulo 7 (El sonido de la llamada) y corresponde a uno de los momentos culminantes del libro, cuando Buck -el perro protagonista de la novela- mata a los indígenas que mataron a su amado amo, Thornton. El párrafo completo dice:

All day Buck brooded by the pool or roamed restlessly about the camp. Death, as a cessation of movement, as a passing out and away from the lives of the living, he knew, and he knew John Thornton was dead. It left a great void in him, somewhat akin to hunger, but a void which ached and ached, and which food could not fill. At times, when he paused to contemplate the carcasses of the Yeehats, he forgot the pain of it; and at such times he was aware of a great pride in himself,—a pride greater than any he had yet experienced. He had killed man, the noblest game of all, and he had killed in the face of the law of club and fang. He sniffed the bodies curiously. They had died so easily. It was harder to kill a husky dog than them. They were no match at all, were it not for their arrows and spears and clubs. Thenceforward he would be unafraid of them except when they bore in their hands their arrows, spears, and clubs.
Todo el día Buck se echó frente al charco o deambuló sin descanso por el campamento. Sabía de  la muerte, como cese de movimiento, como yendo más allá y fuera de las vidas de los vivos, y supo que Thornton estaba muerto. Aquello le dejó un gran vacío interior, algo parecido al hambre, pero un vacío que dolía y dolía, y que la comida no podía llenar. Cada tanto, cuando se detenía a contemplar los despojos de los yeehat, olvidaba el dolor; y en esos momentos se sentía orgulloso, un orgullo mayor que cualquier otro que hubiera experimentado. Había matado un hombre, la máxima presa de todas, y había matado enarbolando la ley del garrote y el colmillo. Olfateó los cuerpos con curiosidad. Habían muerto tan fácilmente. Era más difícil matar a un cuzco que a ellos. No serían rivales, si no fuese por sus flechas, lanzas y garrotes. En adelante no les tendría miedo, salvo cuando tuvieran en sus manos sus flechas, lanzas y garrotes.

## Argumento

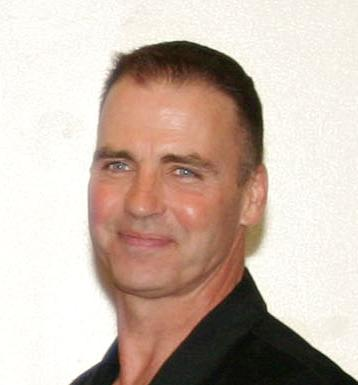
El actor Jeff Fahey interpreta el papel protagónico del dueño del rancho Iron Hans.

La trama policial semanal comienza con el asesinato de un mochilero en la ruta. Nick, Hank y Wu encuentran en la escena del crimen una huella que aunque tiene forma animal, los tres saben que probablemente corresponda a algún tipo de criatura Wesen. Lo llaman a Monroe, quien inmediatamente reconoce que se trata de una cacería, refiriéndose a la ancestral práctica de ciertos wesens de cazar seres humanos. Con su olfato sigue el rastro hasta un rancho llamado "Iron Hans Ranch". Monroe sabe que este tipo de ranchos organizan campamentos para wesen adolescentes, para hacerlos reencontrarse con sus instintos salvajes ancestrales como cazadores. El nombre del rancho es el del título del capítulo, relacionado con los movimientos de hombres, en reacción al feminismo. Al llegar al rancho Monroe dice:

It's like a Wesen Men's Movement deal, you know? Like that poet, Robert Bly. Except getting in touch with your wild side has a whole different meaning for Wesen.
Es como si fuera un Movimiento de Hombres Wesen, ¿entiendes? Como ese poeta, Robert Bly. Solo que "ponerse en contacto con tu lado salvaje", tiene un significado completamente diferente para un wesen.

El dueño del rancho tiene dos hijos jóvenes y una hija adolescente. Sus hijos lo asisten en los campamentos, en los que se suelen cazar conejos. Con respecto a su hija, no participa de los campamentos de cacería, que están solo reservados a wesens masculinos. Rechaza terminantemente y hasta con agresividad, las sospechas de que pueda estar involucrado en los asesinatos. Pero la trama evolucionará hasta revelar que la cazadora asesina es sus hija, quien de ese modo desea probar que ella también puede cazar, para ganarse la aprobación y el reconocimiento de su padre.
Mientras tanto la trama de Juliette, como hexenbiest, se complica. El príncipe Kenneth paga la fianza de Juliette y busca establecer una alianza con ella, en contra de Nick. Le informa que Adalind quedó embarazada de Nick cuando tomó su apariencia. Juliette fuera de sí, quiere matar a Adalind, pero Nick lo impide. Fuera de control Juliette quema los libros milenarios sobre wesens, legados a Nick por sus ancestros.
Una tercera trama comienza a delinearse, relacionada con extrañas conductas del capitán Renard y el sangrado de sus heridas en el pecho.

## Elenco regular
- David Giuntoli como Nick Burkhardt.
- Russell Hornsby como Hank Griffin.
- Bitsie Tulloch como Juliette Silverton.
- Silas Weir Mitchell como Monroe.
- Sasha Roiz como el capitán Renard.
- Bree Turner como Rosalee Calvert.
- Claire Coffee como Adalind Schade.
- Reggie Lee como el sargento Wu.